# Love Takes Time
"Love Takes Time" là một bài hát của nghệ sĩ thu âm người Mỹ Mariah Carey nằm trong album phòng thu đầu tay mang chính tên cô (1990). Nó được phát hành như là đĩa đơn thứ hai trích từ album vào ngày 11 tháng 9 năm 1990 bởi Columbia Records, sau thành công ấn tượng từ đĩa đơn trước "Vision of Love". Bài hát được đồng viết lời bởi Carey và Ben Margulies, trong khi phần sản xuất được đảm nhận bởi Walter Afanasieff, cộng tác viên quen thuộc xuyên suốt sự nghiệp của nữ ca sĩ. "Love Takes Time" được sáng tác và thu âm ở giai đoạn album đầu tay của Carey đã gần như hoàn thành và đang trong quá trình xử lý để chuẩn bị phát hành, và cô dự định sẽ đưa nó vào tác phẩm tiếp theo. Tuy nhiên, những nhà điều hành của CBS Records sau khi lắng nghe bản thu nháp của bài hát đã ngay lập tức quyết định đưa nó vào Mariah Carey, dẫn đến việc một số ấn phẩm đầu tiên của album đã không xuất hiện nó.
"Love Takes Time" là một bản pop và R&B ballad kết hợp với những yếu tố của soul mang nội dung đề cập đến tâm sự của một cô gái sau khi chia tay và thú nhận rằng "tình yêu cần thời gian" để hàn gắn, và thú nhận rằng cảm xúc của cô dành cho người yêu cũ là vẫn còn. Sau khi phát hành, nó đã nhận được những phản ứng tích cực từ các nhà phê bình âm nhạc, trong đó họ đánh giá cao nội dung lời bài hát mộc mạc nhưng ý nghĩa và chất giọng cảm xúc của Carey. Bài hát cũng gặt hái những thành tích đáng kể về mặt thương mại, vươn đến top 10 ở Canada và New Zealand nhưng chỉ thành công tương đối ở những thị trường khác như Úc, châu Âu và Vương quốc Anh. Tại Hoa Kỳ, "Love Takes Time" đạt vị trí số một trên bảng xếp hạng Billboard Hot 100 trong ba tuần liên tiếp, trở thành đĩa đơn quán quân thứ hai của Carey cũng như là một trong năm đĩa đơn quán quân đầu tay của cô tại đây, giúp nữ ca sĩ trở thành nghệ sĩ đầu tiên và duy nhất trong lịch sử đạt được thành tích này.
Video ca nhạc cho "Love Takes Time" được đạo diễn bởi Jeb Brien và Walter Maser, trong đó Carey đi dạo và trình diễn bài hát quanh một bãi biển ở Venice, Los Angeles, California với tâm trạng buồn bã của một cô gái sau khi chia tay. Để quảng bá bài hát, nữ ca sĩ đã trình diễn nó trên nhiều chương trình truyền hình và lễ trao giải lớn, bao gồm The Arsenio Hall Show, Des O'Connor Tonight và buổi hòa nhạc Here Is Mariah Carey, cũng như trong nhiều chuyến lưu diễn của cô. Kể từ khi phát hành, "Love Takes Time" đã được hát lại bởi một số nghệ sĩ, như Kelly Clarkson và Tamar Braxton, đồng thời xuất hiện trong nhiều album tuyển tập của Carey, như #1's (1998), Greatest Hits (2001), The Ballads (2008) và #1 to Infinity (2015). Ngoài ra, bài hát còn gặt hái một số giải thưởng và đề cử tại những lễ trao giải lớn, bao gồm đề cử tại giải Sự lựa chọn của Công chúng năm 1991 cho Bài hát mới được yêu thích nhất.

## Danh sách bài hát
Đĩa 7" tại châu Âu
1. "Love Takes Time" - 3:49
2. "Sent from Up Above" - 4:05

Đĩa CD tại Vương quốc Anh
1. "Love Takes Time" - 3:49
2. "Vanishing" - 4:11
3. "You Need Me" - 3:51

Đĩa 7" tại Vương quốc Anh
1. "Love Takes Time" - 3:49
2. "Vanishing" - 4:11

## Xếp hạng
| Bảng xếp hạng (1990)                     | Vị trí cao nhất |
| ---------------------------------------- | --------------- |
| Úc (ARIA)                                | 14              |
| Bỉ (Ultratop 50 Flanders)                | 38              |
| Canada (RPM)                             | 2               |
| Canada Adult Contemporary (RPM)          | 1               |
| Châu Âu (European Hot 100 Singles)       | 75              |
| Đức (Official German Charts)             | 57              |
| Hà Lan (Dutch Top 40)                    | 24              |
| Hà Lan (Single Top 100)                  | 24              |
| New Zealand (Recorded Music NZ)          | 9               |
| Anh Quốc (OCC)                           | 37              |
| Hoa Kỳ Billboard Hot 100                 | 1               |
| Hoa Kỳ Adult Contemporary (Billboard)    | 1               |
| Hoa Kỳ Hot R&B/Hip-Hop Songs (Billboard) | 1               |

| Bảng xếp hạng (1990)                 | Vị trí |
| ------------------------------------ | ------ |
| Canada (RPM)                         | 24     |
| Canada Adult Contemporary (RPM)      | 19     |
| Netherlands (Dutch Top 40)           | 230    |
| US Billboard Hot 100                 | 76     |
| US Hot R&B/Hip-Hop Songs (Billboard) | 75     |
| Bảng xếp hạng (1991)                 | Vị trí |
| Australia (ARIA)                     | 83     |
| US Billboard Hot 100                 | 69     |
| US Adult Contemporary (Billboard)    | 24     |

| Bảng xếp hạng                | Vị trí |
| ---------------------------- | ------ |
| US Billboard Hot 100         | 199    |
| US Billboard Hot 100 (Women) | 64     |

## Chứng nhận
| Quốc gia                                  | Chứng nhận | Số đơn vị/doanh số chứng nhận |
| ----------------------------------------- | ---------- | ----------------------------- |
| Hoa Kỳ (RIAA)                             | Vàng       | 500.000^                      |
| ^ Chứng nhận dựa theo doanh số nhập hàng. |            |                               |